# Мартирий Печерский
Мартирий Печерский (конец XIII — начало XIV века) — монах Киево-Печерского монастыря. За высокую душевную чистоту и соблюдение строгого поста был поставлен в диаконы, имел дар творить чудеса. По преданию, за кого он молился Богу, стоя на амвоне, того Господь миловал, и каждый получал то, о чём преподобный просил: или здоровье, или осуществление какого-то другого желания; святого Мартирия боялись бесы, он выгонял их из людей молитвами.

## Биография

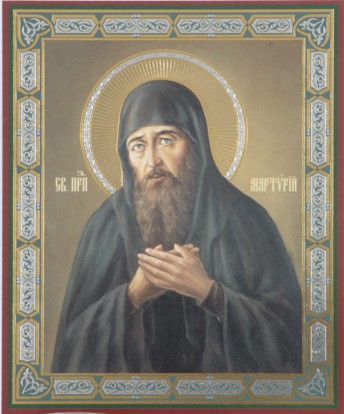
Икона прп. Мартирия Печерского

Подвизался св. Мартирий в XIV ст. в Киево-Печерской обители. Угодивши Богу большой чистотой и строгой постовой жизнью, прославленный был даром чудотворения ещё при жизни.

Его святое имя упоминается в 7-й песни канона преподобным Дальних пещер. Здесь прославляются его трудолюбие, праведность и сердечная чистота, а также дар изгнания бесов и исцеления недугов. В акафисте всем Печерским преподобным о нём сказано: 
«Радуйся, Мартирие, яко за великую чистоту и постнические подвиги дара целити болезни сподоблен был еси»
.
Упокоился святой в монастыре, его нетленные мощи покоятся в Дальних (Феодосиевих) пещерах Киево-Печерского монастыря, рядом с мощами преподобной Евфросинии, игуменьи Полоцкой и недалеко от подземной церкви прп. Феодосия, игумена Печерского.
Комплексные медико-антропологические исследования святых мощей Киево-Печерской лавры показали, что прп. Мартирий при жизни получил серьёзную травму правой берцовой кости, что должно было привести к длительной хронической хромоте. Скончался в возрасте 55~60 лет. Рост святого составлял 174~175 см.
Память его совершается особенно 25 октября/7 ноября, вероятно, ради тезоименитства его с св. мч. Мартирии († 355 г.), Также 28 августа/10 сентября и в второй Неделю Великого поста.